# Comté de Mineral (Nevada)
Pour les articles homonymes, voir Comté de Mineral.
Le comté de Mineral (en anglais : Mineral County) est un comté situé dans l'État du Nevada. Son siège est la ville de Hawthorne. Selon le recensement de 2020, la population du comté est de 4 554 habitants.

## Géographie
La superficie du comté est de 9 876 km2, dont 9 729 km2 est de terre. 

### Comtés adjacents
- Comté de Lyon (nord-ouest)
- Comté de Churchill (nord)
- Comté de Nye (nord-est)
- Comté d'Esmeralda (sud-est)
- Comté de Mono, Californie (sud-ouest)

## Démographie
| Groupe                           | Comté de Mineral | Nevada | États-Unis |
| -------------------------------- | ---------------- | ------ | ---------- |
| Blancs                           | 72,6             | 66,2   | 72,4       |
| Amérindiens                      | 15,6             | 1,2    | 0,9        |
| Métis                            | 4,4              | 4,7    | 2,9        |
| Noirs                            | 4,1              | 8,1    | 12,6       |
| Autres                           | 2,1              | 12,0   | 6,2        |
| Asiatiques                       | 1,1              | 7,2    | 4,8        |
| Océaniens                        | 0,1              | 0,6    | 0,2        |
| Total                            | 100              | 100    | 100        |
| Hispaniques et Latino-Américains | 9,1              | 26,5   | 16,7       |

Selon l'American Community Survey, en 2010, 92,90 % de la population âgée de plus de 5 ans déclare parler l'anglais à la maison, 3,26 % l'espagnol, 2,01 % le paiute, 0,83 % le tagalog, 0,51 % le vietnamien et 0,49 % une autre langue.